# 和泉市立池上小学校
和泉市立池上小学校（いずみしりつ いけがみしょうがっこう）は、大阪府和泉市池上町3丁目にある公立小学校。

## 概要
和泉市の北部、信太山丘陵北西麓の平地に位置し、池上町および富秋町を校区としている。児童数は1985年（昭和60年）の532名をピークに減少を続け、2024年（令和6年）5月1日現在では172名となり、市内の小学校の中では和泉市立幸小学校（111名）に次いで少ない人数である
。

## 沿革
- 1980年（昭和55年）4月1日 - 開校。

## 教育方針

### 教育目標
人間性豊かな心身ともにたくましい社会人になるための基盤を育成する

### めざす生徒像
- 考える子
- やさしい子
- 元気な子

## 通学区域
- 池上町(阪和線以東の区域を除く。)、池上町一丁目、池上町二丁目、池上町三丁目、池上町四丁目、富秋町一丁目、富秋町二丁目及び富秋町三丁目[3]。

※卒業後は基本的に和泉市立富秋中学校に進学する。

## 交通
- 阪和線 信太山駅 北西へ約230m。